# センチネル巡航戦車
センチネル巡航戦車（センチネルじゅんこうせんしゃ、英語：Sentinel tank, Cruiser Tank Mk. 1 "Sentinel", etc.）は、第二次世界大戦中のオーストラリア軍によってヨーロッパ戦線用にデザインされた戦車である。巡航戦車センチネル、巡航戦車Mk.I センチネル（じゅんこうせんしゃ マークワン センチネル）などとも言う。戦争の拡大や、日本のオーストラリア侵攻へのおそれからも作られた。
この戦車は鋳造による一体構造の車体をもつ最初の戦車 であり、オーストラリアで大量生産された唯一の戦車でもあった。配備に移されたころにはオーストラリア機甲部隊はイギリス製やアメリカ製の戦車を装備しており、実戦には使用されなかった。。

## 経緯
1940年11月、試作案である AC I は、オードナンス QF 2ポンド砲を装備したデザインに始まった。初めに意図した設計は、正統派の巡航戦車を目指したものであった。オーストラリア軍の巡航戦車は、カナダ軍のラム巡航戦車のように、アメリカ軍のM3中戦車のエンジン、変速機、下部車体、砲塔を基礎に用いた。さらにイギリス軍のクルセーダー巡航戦車の設計に沿い、一体構造で作られた上部車体と砲塔を組み合わせた。1942年までには、ドイツ軍の戦車に対抗できるよう、設計仕様がよりアメリカ軍の中戦車に近くなった。
オーストラリア軍の巡航戦車MK.I Australian Cruiser Tank Mark.I (AC I) は1942年の2月にセンチネルと名付けられた。
1942年8月、シドニー近郊のチュローラ戦車製造会社 (Chullora Tank Assembly Shops) で量産が開始された。これらの建物は試験場としても使用された。他の戦車の設計から取り入れられる個所には、既存の部品を用いた。また、当時のオーストラリアが持っていた機械加工能力に適合させるため、必要な場合には部品を単純化した。車体と砲塔は一体成型の鋳造であった。この時代、その技術はほかの戦車には用いられていなかった。
オリジナルの車両はオードナンス QF 2ポンド砲を備え、後にオードナンス QF 6ポンド砲（口径57mm）に換装された。しかしながらこれらのどれも利用できず、初期の65輌は2ポンド砲を装備した。2挺のヴィッカース機関銃は副兵装として装備された。1挺は車体に、2挺目は主砲と同軸に装備された。28t の戦車の適当な動力源として、プラット・アンド・ホイットニー R-1340単列星型ガソリンエンジン、またはギバーソン (Guiberson) 星型ディーゼルエンジンがあったが、オーストラリアではこれらを使用することはできなかった。そこでセンチネルは、3基のキャデラックV8エンジンを動力とした。
これはペリエ-キャデラックと呼ばれ、排気量17.1L、24気筒のエンジンを構成した。ガソリン自動車用のキャデラック 346 in3（5.7L）V型8気筒エンジンをクローバーの葉に似た形で配置し、3基のエンジンはギアを介して共通のクランクケースに納められた。このエンジンのいくつかの箇所は、アメリカのM3中戦車とM4中戦車の発展型で使われる、後のクライスラーA57マルチバンクエンジンと非常に類似していた。
センチネルは1943年6月までに65輌の生産が完了した。

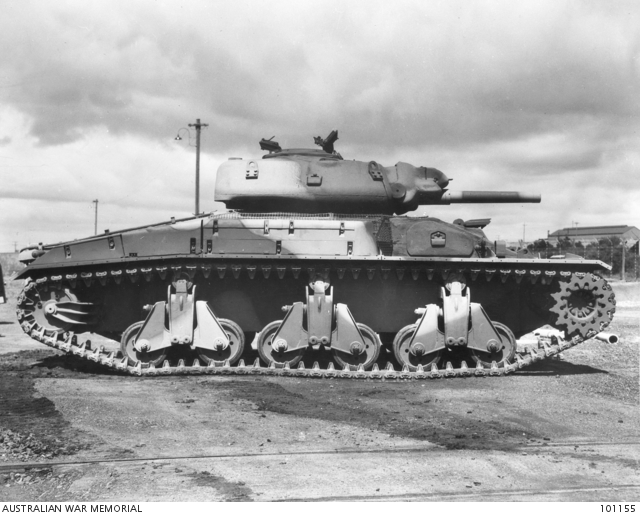
センチネル AC III

センチネルの後には、より火力を増強し、より改善されたデザインをとることで装甲防御に優れた AC III が続いて計画された。オーストラリアにおいて火力向上に利用可能な砲は オードナンス QF 25ポンド砲（口径87.6mm）であった。これは手早く戦車砲に改設計ができ、オードナンス QF 25ポンド砲ショートの設計のためにも、後々役立つ仕事であった。AC I より大型で全周旋回可能な砲塔が装備されたが、同じ54 in (137cm) の砲塔リングを使っていた。これは砲塔の搭乗員の作業をわずかに束縛したが、AC III に高性能榴弾と貫通性能の両方を与えた。車体機関銃と前方機銃手席は、25ポンド砲の弾薬の設置場所を確保するために除去された。試作された AC III は完成し、計画終了時には、試験のために25輌の戦車の生産が着手されていた。
さらに、オーストラリアで生産される戦車の火力を向上させるため、当時最優秀の連合軍対戦車砲（イギリス製のオードナンス QF 17ポンド砲。口径76mm）を取り付ける車両の能力を評価した。これは初期の発展車両のうちの1輌に新設計の砲塔を搭載したものである。この砲塔は、2門の25ポンド榴弾砲を取り付け、同時砲撃することで試験内容を達成した。これは17ポンド砲の反動をかなり上回っていた。後に17ポンド砲を搭載しての砲撃試験に成功し、17ポンド砲は AC IV の設計に選定された。
完成したセンチネルは評価にのみ使用され、作戦を実施する機甲部隊には配備されなかった。オーストラリアの巡航戦車計画は1943年7月に終了し、生産車両は戦争の終わりまで倉庫に保管された。
1943年、オーストラリア軍第3戦車大隊は、ドイツ軍の戦車と類似している点を改造した AC I を装備し、小隊を編成した。これらの車両は、1944年公開の映画『トブルクのネズミ』の撮影に使用された。これはセンチネル装備部隊が何らかの目的のために使われた唯一の事例である。
センチネルは、3輌以外は解体され、または1945年に処分された。

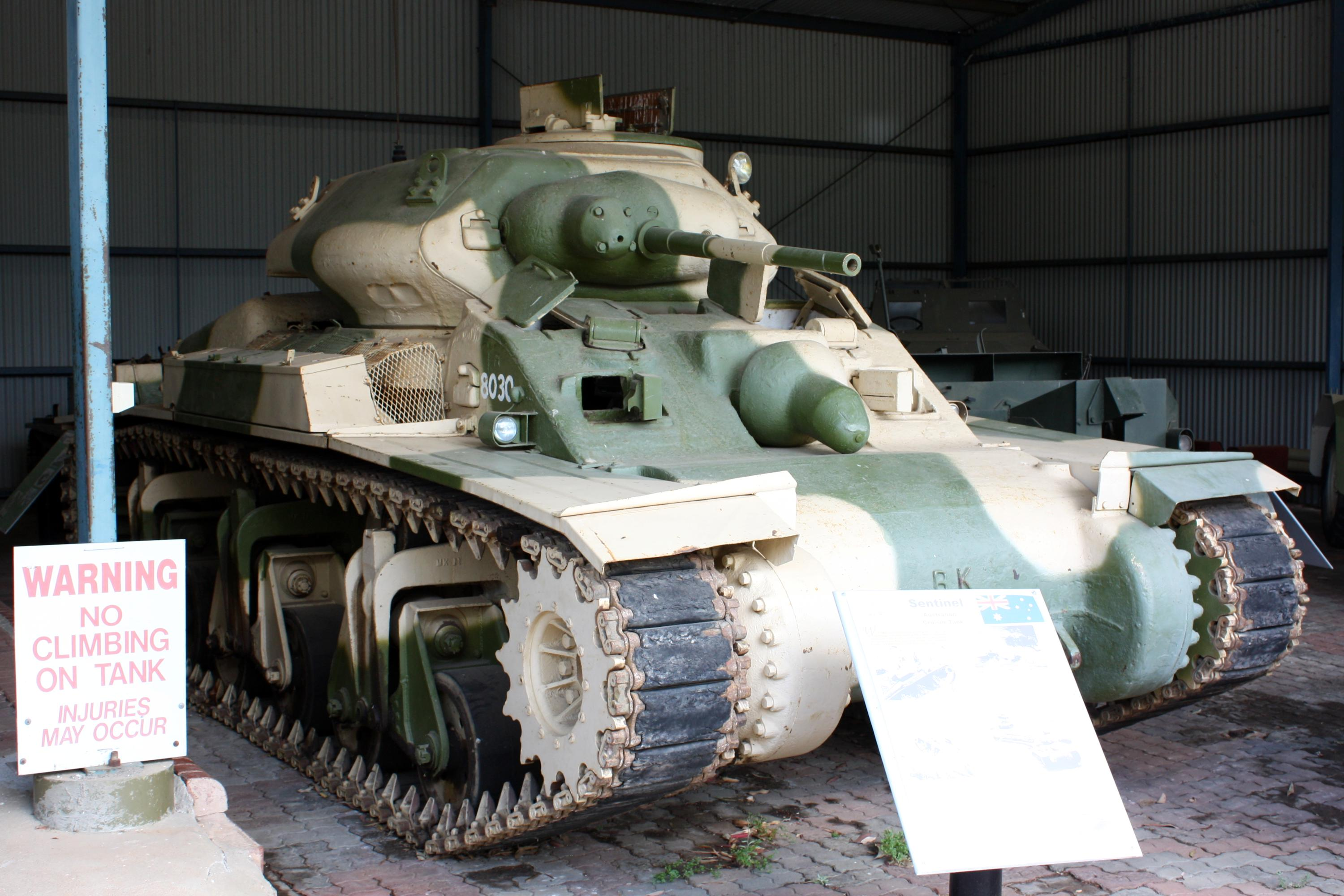
センチネル AC I／RAAC陸軍戦車博物館所蔵。

残存車両は、オーストラリアのビクトリア州セイモア近郊パッカパニャルにあるオーストラリア陸軍戦車博物館に1輌（シリアル番号8030）、イングランドはドーセット州ボービントンにあるボービントン戦車博物館に1輌（シリアル番号8049）、完全な AC III（シリアル番号8066）はオーストラリア首都キャンベラにあるオーストラリア戦争記念館のトレロアー技術センター (Treloar Technology Centre) に1輌、2014年からはクイーンズランド州のケアンズで9月にオープンされたオーストラリア陸上兵器博物館にてAC IV（シリアル番号8040）が1輌、更にオンラインゲーム企業のウォーゲーミング社が同博物館との共同プロジェクトで米国在住の戦車コレクター、ジャック・リトルフィールド氏の2009年の死去に伴い競売にかけられていた一部戦車コレクションより買い取りオーストラリアへ移送したAC I（シリアル番号8006）を修復した1輌が2016年3月より展示されている。

## 派生型

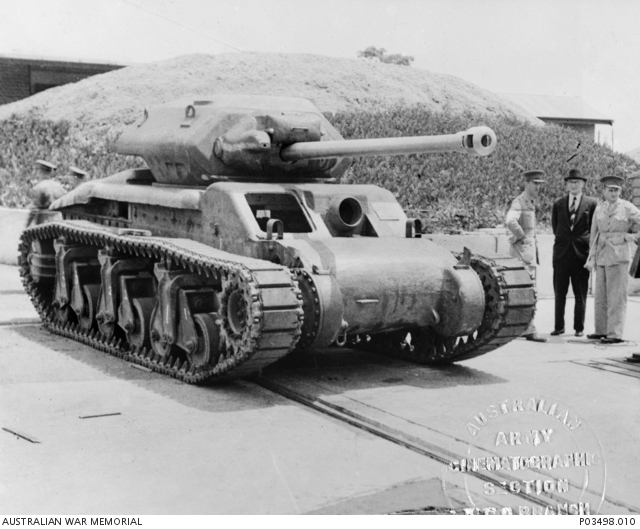
AC E1 試作車両／17ポンド砲を載せた試作砲塔を装備している。

AC I
オードナンス QF 2ポンド砲 1門（弾薬130発）
ヴィッカース機関銃 2挺（弾薬4,250発）
キャデラック V型8気筒エンジン3基を装備。2基を平行に、もう1基はその後方に配置された。
AC III サンダーボルト 
オードナンス QF 25ポンド砲 1門（弾薬120発）
ヴィッカース機関銃 1挺
車体機銃を撤去し、乗員が4名となった。
キャデラック V型8気筒エンジンを3基、通常形式のクランクケースに装備。
AC IV
オードナンス QF 17ポンド砲 1門、または QF 25ポンド砲 1門
ヴィッカース機関銃 1挺
エンジンは AC III に同じ。

## 登場作品
『War Thunder』（オンラインゲーム）
イギリス陸軍の中戦車としてAC IV(17ポンド砲搭載)が登場。
『World of Tanks』
イギリス中戦車AC 1 Sentinel、AC 4 Experimentalとして販売。
『ガールズ&パンツァー最終章』
第2話にてオーストラリアの戦車を使用するコアラの森学園がAC Iを使用している。